# Камбаните
 Тази статия е за парка в София.  За новелата на Чарлз Дикенс вижте Камбаните (новела).  
Международният парк на децата от света, повече познат като „Камбаните“, е парков комплекс в София, район „Панчарево“.
Разположен е южно от Околовръстния път в подножието на Витоша, в близост до Бизнес парк София, жилищен комплекс „Младост“, квартал Симеоново, селата Бистрица и Панчарево.
Открит е през 1979 г. по идея на Людмила Живкова във връзка с домакинството на България на Международната детска асамблея „Знаме на мира“ под егидата на ЮНЕСКО. В първата асамблея участват деца от 79 държави и са поставени 68 различни камбани.
Срещите се провеждат през 3 години. Последната IV асамблея през 1989 г. постига рекорд, посрещайки участници от 135 държави. След това прекъсва подкрепата от държавата, паркът е занемарен.
Евгения Живкова, дъщерята на инициаторката Людмила Живкова, възстановява асамблеята през 1999 г. От тогава районът се поддържа и охранява.